# St. Mary Mead
St. Mary Mead es un pequeño pueblo ficticio creado por Agatha Christie, la autora de una serie de aventuras policiales.  
Dicha aldea supuestamente es la residencia habitual de Miss Jane Marple. Ese lugar fue mencionado por primera vez en The Murder at the Vicarage (Muerte en la vicaría, también conocida como Asesinato en la casa del pastor), la primera novela que tiene por protagonista a Miss Marple, publicada en 1930.
De todas maneras, la escritora Agatha Christie describió una pequeña localidad con el mismo nombre antes de la creación del personaje Jane Marple, y ello fue en la historia de Hércules Poirot titulada El misterio del tren azul, en donde se suponía era la ciudad natal de la protagonista Katherine Grey.
El pueblo St. Mary Mead de Miss Marple es descrito en El Asesinato en la Casa del Pastor como perteneciendo al condado ficticio de Downshire, mas en una historia posterior, The Body in the Library (Un cuerpo en la Biblioteca o Un cadáver en la Biblioteca Archivado el 25 de julio de 2014 en Wayback Machine.), Downshire se torna en Radfordshire. Con todo, la población de St. Mary Mead de Katherine Grey estaba en Kent, y por tanto no tendría ninguna relación con el pueblecito de Miss Marple.

## Habitantes
- Miss Jane Marple: Solterona entrada en años que resuelve los más intricados misterios basándose apenas en su profundo conocimiento de la naturaleza humana y en su poder deductivo. Este personaje apareció por primera vez en la historia Asesinato en la casa del Pastor.
- Miss Caroline Weatherby: Vecina de Miss Marple. Murió alrededor de 1960, y posteriormente su casa fue ocupada por un banquero y su familia. Primera aparición en Asesinato en la Casa del Pastor.
- Miss Amanda Hartnell: Vecina de Miss Marple. Mujer orgullosa, decente, y dotada de una voz profunda. Vivió en el poblado hasta el fin de los años 1960. Primera aparición en Asesinato en la Casa del Pastor.
- Reverendo Leonard Clement y su esposa Griselda: Vivían en el Vicariato. Después de la muerte del reverendo, Griselda permaneció en St. Mary Mead. Primera aparición en Asesinato en la Casa del Pastor.
- Coronel Lucius Protheroe: Odioso magistrado de la ciudad. Fue asesinado en el escritorio del reverendo Clement, dando el puntapié inicial para la trama del Asesinato en la Casa del Pastor.
- Dr. Haydock: Médico del lugar. Primera aparición en Asesinato en la Casa del Pastor.
- Coronel Arthur Bantry y su esposa Dolly: Mejores amigos de Miss Marple en el poblado. Vivían en la mansión victoriana de Gossington Hall. Primera aparición en Los Trece Problemas.
- Sra. Martha Price-Ridley: Viuda, rica, dictatorial, y mayor chismosa del pueblo. Primera aparición en Asesinato en la Casa del Pastor.
- Sr. Petherick: Abogado, e integrante del Club de los Martes. Primera aparición en Los Trece Problemas.
- Catalina Grey: Señorita de compañía de la difunta señora Juana Harfield, aparece en "El misterio del tren azul"